# Braggia longicauda
Braggia longicauda är en insektsart som beskrevs av Pike 2009. Braggia longicauda ingår i släktet Braggia och familjen långrörsbladlöss. Inga underarter finns listade i Catalogue of Life.